# Maesa balansae
Maesa balansae är en viveväxtart som beskrevs av Carl Christian Mez. Maesa balansae ingår i släktet Maesa och familjen viveväxter. Inga underarter finns listade i Catalogue of Life.